# 羊寨镇
羊寨镇，是中华人民共和国江苏省盐城市阜宁县下辖的一个乡镇级行政单位。

## 行政区划
羊寨镇下辖以下地区：
镇东社区、镇西社区、北沙社区、南羊村、福海村、阜羊村、后沙岗村、孔苏村、世明村、单家港村、外口村、王山村、流泉村、大西村、孟滩村、苏水村、蒲鸠村、于集村和永昌村。

## 当地特产
羊寨特产苹果在当地比较出名。

## 医疗
当地有一个卫生院。医疗设施不太完全但是可以进行购买药物注射疫苗等一系列的或者说一些急救措施。

## 教育
当地有一所小学还有一所中学羊寨小学和羊寨中学。
小学在当地的风评比较好一些教育比乡村更加的好一些中学在当地人民生并不太好教育相比于其他中学更差一些。

## 政治机构
当地有一所人民法院还有三个警察局或是都在十字街。